# Синагога (Бершадь)
Синагога в Бершаді, Вінницької області в Україні, глинобитна одноповехова споруда, побудована на початку 19-го століття. Це одна з небагатьох синагог в Україні, які не були зруйновані під час Другої світової війни, а також не закривалися радянською владою у повоєнні роки. 
Вона досі використовується за призначенням юдейською громадою. 
Не слід плутати цю будівлю з Великою синагогою, яка не збереглася.

## Архітектура
Стіни синагоги — глиняні та білосніжні. Зовнішні розміри: приблизно 21 метр в довжину та 12 метрів шириною, висота до карнизу — близько 3 метрів, загальна висота 6 метрів.
Синагога складається з двох основних частин: чоловічий молитовний зал і західна частина, що містить жіночу секцію і, можливо, колишні житлові приміщення. 
Вісім дерев'яних колон підтримують дві великі дерев'яні балки на стелі. Колони ділять простір на три нефи. Біма — проста, квадратна, дерев'яна конструкція. Оточена чотирма круглими дерев'яними колонами, у центрі молитовного залу і піднімається на одну сходинку. Над нею на стелі велика зірка Давида. Арон Га-кодеш, різьблена дерев'яна шафа, розташований на західній стіні. Немає ніші для Тори.

## Галерея

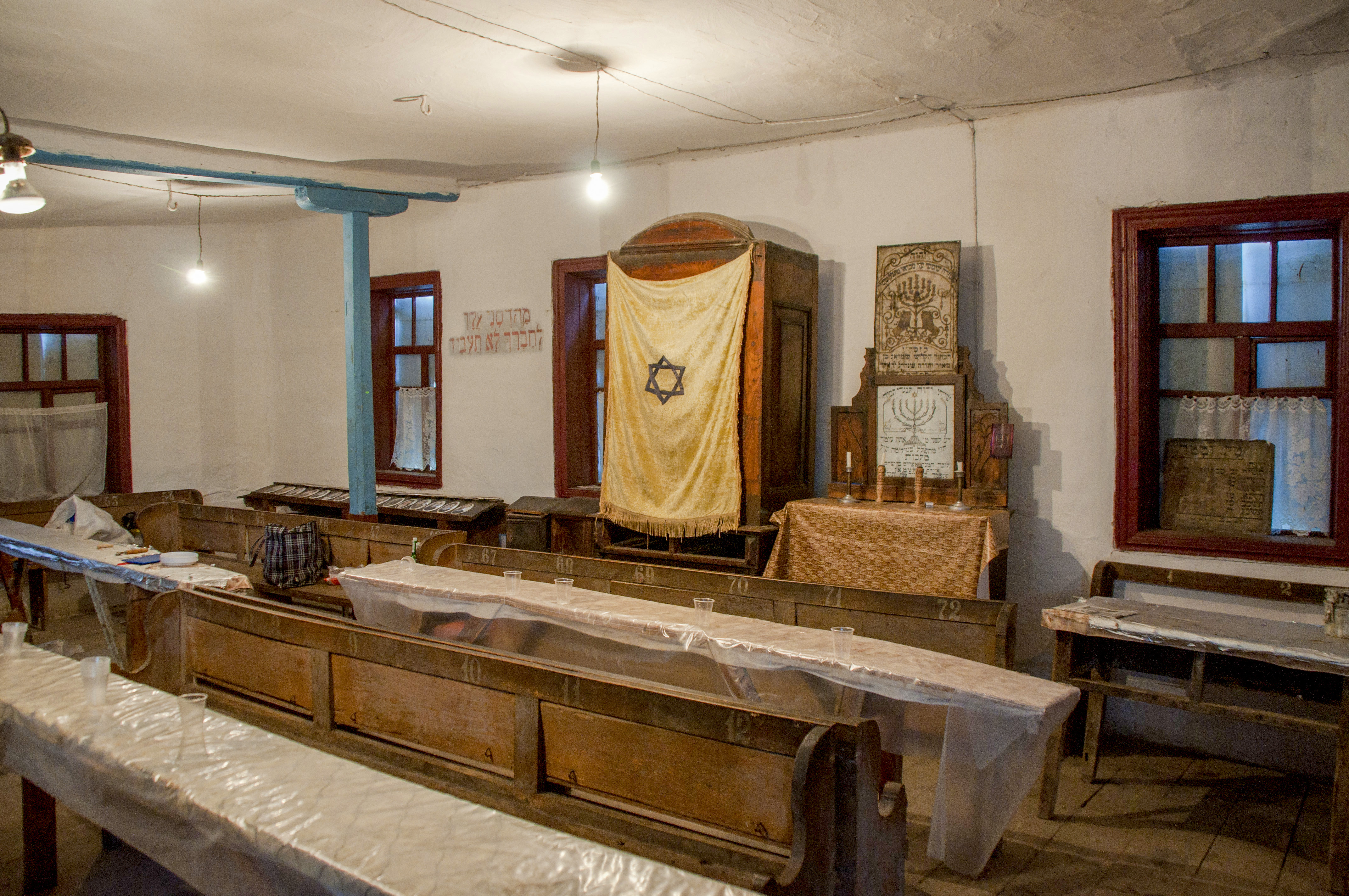
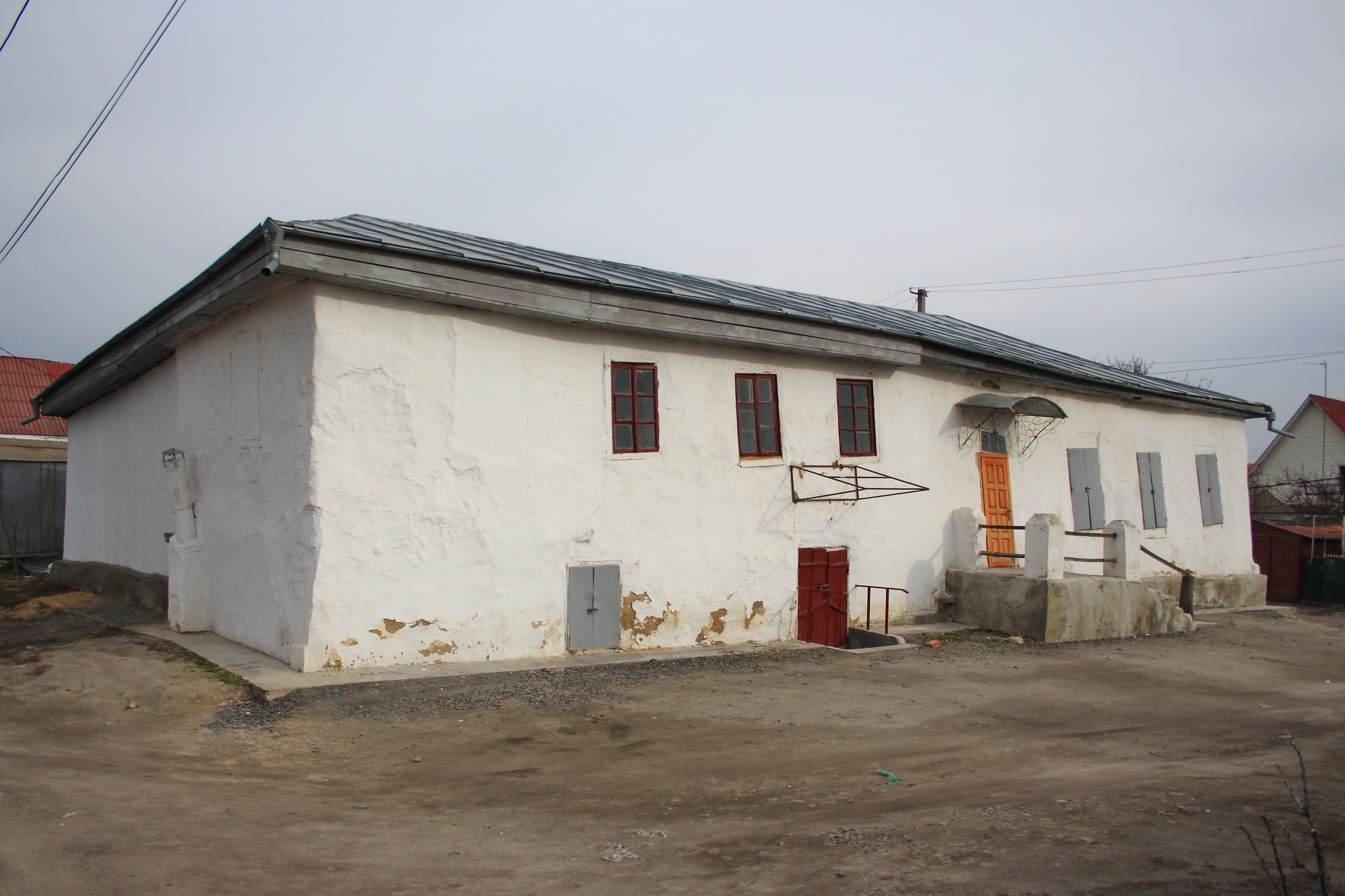
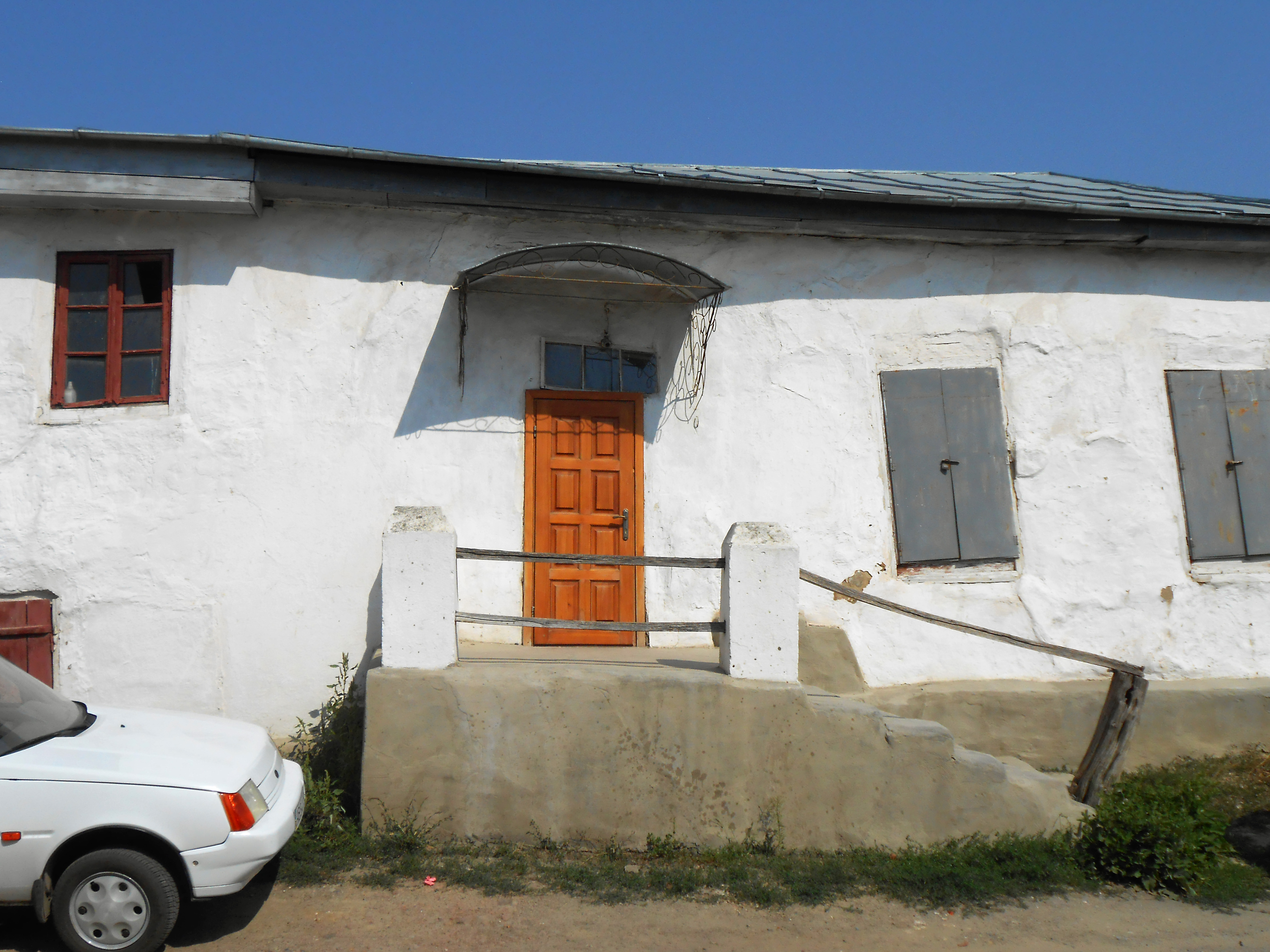